# Jermichael Finley
Jermichael Decorean Finley (Lufkin, 26 marzo 1987) è un ex giocatore di football americano statunitense che ha militato nel ruolo di tight end per tutta la carriera con i Green Bay Packers della National Football League.
Fu scelto nel corso del terzo giro del Draft NFL 2008. Al college giocò a football a Texas.

## Carriera universitaria
L'8 gennaio 2008, Finley dichiarò che avrebbe saltato l'ultimo anno di college per rendersi eleggibile nel Draft NFL. Il capo-allenatore dei Texas Longhorns, Mack Brown disse: "Finley finirà la sua carriera come uno dei più produttivi tight end nella storia della scuola dopo aver gestito bene se stesso sia dentro che fuori dal campo durante il suo periodo in Texas."

## Carriera professionistica

### Green Bay Packers
Finley fu scelto dai Green Bay Packers al terzo giro del Draft 2008. Egli lottò con Tory Humphrey nel training camp per il posto di tight end numero 2 dei Packers. Finley in seguitò soffiò il posto di titolare al veterano Donald Lee.
Finley ebbe la stagione della svolta nel 2009, facendo registrare la sua prima gara da 100 yard il 5 ottobre contro i Minnesota Vikings. Il 10 gennaio 2010, Finley mise insieme una storica prestazione nello scontro dei playoff tra i Packers e gli Arizona Cardinals, ricevendo 6 passaggi per 159 yard, all'epoca il secondo maggior numero ricevute da un tight end nei playoff dopo Kellen Winslow a Miami.
Dopo aver giocato da oltre 100 yard nelle prime 3 gare del 2010, Finley soffrì contro i Washington Redskins un infortunio al ginocchio che mise fine in anticipo alla sua stagione. Fu messo dai Packers nella lista degli infortunati il 17 ottobre.
Finley iniziò bene la stagione 2011, ricevendo 3 touchdown nella settimana 3 contro i Chicago Bears. Malgrado si fosse fatto sfuggire alcuni palloni chiave nel finale di stagione, Finley finì comunque terzo tra i tight end per TD ricevuti e 12º in termini di yard. Nei playoff i Packers campioni in carica, reduci dal miglior record della lega (15-1), furono eliminati nel divisional round dai New York Giants. Finley, nella seconda gara di playoff in carriera, dopo aver saltato la campagna vincente dell'anno precedente, ricevette 4 passaggi per 37 yard totali.
Dopo la stagione 2011, Finley divenne free agent. Il 22 febbraio 2012, i Green Bay Packers rifirmarono Jermichael Finley con un prolungamento biennale del valore di 14 milioni di dollari. Finley avrebbe guadagnato un po' più di 5 milioni di dollari nel 2012 ed attorno agli 8 milioni l'anno successivo.
Nella stagione 2012, Finley segnò il suo primo touchdown dell'anno nel debutto contro i San Francisco 49ers e il secondo, a causa di vari infortuni, solo nella settimana 11 contro i Detroit Lions.
Per il secondo anno consecutivo i Packers persero al debutto contro i 49ers, con Finley che ricevette 56 yard e segnò un touchdown. Un altro touchdown lo segnò nella vittoria della settimana successiva sui Redskins e il terzo nella settimana 7 coi Browns, in cui fu però costretto a d uscire per un infortunio al collo che di fatto pose fine alla sua carriera.

## Palmarès
- Super Bowl : 1

Green Bay Packers: Super Bowl XLV
- National Football Conference Championship: 1

Green Bay Packers: 2010

## Statistiche
Stagione regolare
| Anno   | Ricezioni | Ricezioni | Ricezioni | Ricezioni | Ricezioni |  |
| Anno   | P         | Ric       | Yds       | TD        | Media     |  |
| ------ | --------- | --------- | --------- | --------- | --------- |  |
| 2008   | 14        | 6         | 74        | 1         | 12.3      |  |
| 2009   | 13        | 55        | 676       | 5         | 12.3      |  |
| 2010   | 5         | 22        | 301       | 1         | 14.3      |  |
| 2011   | 16        | 55        | 767       | 8         | 13.9      |  |
| 2012   | 16        | 61        | 667       | 2         | 10.9      |  |
| 2013   | 6         | 25        | 300       | 3         | 12.0      |  |
| Totale | 70        | 223       | 2,785     | 20        | 12.5      |  |

Playoff
| Anno   | Ricezioni | Ricezioni | Ricezioni | Ricezioni | Ricezioni |  |
| Anno   | P         | Ric       | Yard      | TD        | Media     |  |
| ------ | --------- | --------- | --------- | --------- | --------- |  |
| 2009   | 1         | 6         | 159       | 0         | 26,5      |  |
| 2011   | 1         | 4         | 37        | 0         | 9,2       |  |
| 2012   | 2         | 5         | 45        | 0         | 9.0       |  |
| Totale | 4         | 15        | 241       | 0         | 16.1      |  |